# Marketingový informační systém
Marketingový informační systém (MkIS) zahrnuje pracovníky, zařízení a informační technologie pro sběr, třídění, analyzování a distribuování potřebných včasných a přesných informací tvůrcům marketingových rozhodnutí. Pro výkon manažerských funkcí (plánování, organizování, leadership a kontrola) řídící pracovník potřebuje informace. Smyslem MkIS je posoudit informační potřebu manažera a včas mu poskytnout vhodné informace. Na tvorbě informační základny se podílí:
- Interní disponibilní informace
- Marketingové zpravodajství
- Marketingový výzkum
- Marketingové analýzy na podporu rozhodování

## Interní disponibilní informace
Tato oblast poskytuje informace o výsledcích. Jedná se o přehled objednávek, prodejů, cen, skladových zásob, pohledávek, dluhů atd. Jádrem tohoto systému je cyklus objednávka - dodávka - faktura. Jsou to kroky, které je nutné vykonávat rychle a přesně.
Dále jsou to zprávy o prodeji. Informační potřeba může být stanovena odpověďmi na níže uvedenou sérii otázek. Výstup je určitým kompromisem mezi tím, co si manažeři myslí, že potřebují a tím, co skutečně potřebují a tím, co je ekonomicky únosné.
- Jaké typy rozhodnutí děláte pravidelně?
- Jaké typy informací pro tato rozhodnutí potřebujete?
- Jaké typy informací pravidelně dostáváte?
- Jaké typy speciálních studií pravidelně využijete?
- Jaké typy informací dosud nedostáváte a rádi byste je dostávali?
- Jaké informace byste chtěli dostávat denně, týdně, měsíčně, ročně?
- Které časopisy a obchodní přehledy byste rádi pravidelně sledovali?
- O kterých specifických tématech byste si přáli být informováni?
- Které typy programů pro analýzu dat byste chtěli mít k dispozici?
- Jaká čtyři zlepšení v současném marketingovém informačním systému byste doporučovali?

## Marketingové zpravodajství
Tato oblast poskytuje informace o událostech - o vývoji v tržním prostředí. Aby informace nebyly získávány nahodile či pozdě, jsou v praxi využívány 4 kroky.
1. Obchodní zástupci jsou oči a uši. Musí důležité informace předávat.
2. Distributoři, maloobchody a další koncové subjekty musí sbírat a předávat důležité informace.
3. Nákup informací od externích subjektů.
4. Zřízení marketingového informačního střediska pro získávání a distribuování specifických informací.

## Marketingový výzkum
Jedná se o systematické určování, shromažďování, analyzování a vyhodnocování informací týkajících se určitého problému, před kterým firma stojí. Výzkumy lze provádět pomocí vlastního zaměřeného oddělení nebo přes specializovanou organizaci. Nízkonákladová cesta je využití vysokoškolských pracovníků a studentů, počítačových sítí nebo vlastní pohyb v terénu - třeba u konkurence. Proces marketingového výzkumu se skládá z těchto kroků:
1. Specifikace problému a stanovení výzkumných cílů
2. Sestavení plánu výzkumu
3. Sběr informací
4. Analýza informací
5. Prezentace výsledků

## Marketingové analýzy na podporu rozhodování
Jedná se o koordinovaný soubor dat, subsystémů, nástrojů a technik, který spolu s počítačovou a softwarovou podporou poskytuje manažerům informace o vnitřním a vnějším prostředí a pomáhá jim při vytváření lepších marketingových rozhodnutí. Systém funguje tak, že manažer pro analýzu určitého problému zformuluje relevantní otázky, které vloží do příslušného modelu. Model generuje data, která jsou statisticky zpracována a předložena manažerovi pro další možnosti zpracování v optimalizačních postupech pro určení nejvhodnější strategie.

Modely:
- Markovův procesní model
- Modely front
- Modely testování nových produktů
- Modely prodejní odezvy
- Modely diskrétní volby

Statistické nástroje:
- Vícenásobná regresní analýza
- Analýza diskriminantu
- Faktorová analýza
- Shluková analýza
- Analýza preferencí
- Multidimenzionální měření

Optimalizační postupy:
- Diferenciální počet
- Matematické programování
- Teorie statistického rozhodování
- Teorie her
- Heuristika